# ليالي بيشاور

صورة لغلاف کتاب ليالي بيشاور

ليالي پيشاور (بالفارسية: شب‌های پیشاور)، هو كتاب باللغة الفارسية من تأليف رجل الدين الشيعي محمد الموسوي الشيرازي المعروف بسلطان الواعظين ضمّن فيه حواراته ومناقشاته مع علماء السنّة في رحلته للهند وپاكستان وذلك في مدينة پيشاور، وقد تُرجم الكتاب فيما بعد إلى العديد من اللغات، منها اللغة العربية، كما أنه قد تعرّض الكتاب لانتقادات بعض الكتّاب السنة، وكتب بعضهم كتباً في الرد عليه.

## محتویات الکتاب
كتاب  ليالي بيشاور هو مجموعة حوارات ومناظرات في مواضيع خلافية عديدة، أهمّها إمامة وولاية علي بن أبي طالب وخلافته الشرعية للرسول الاَمين (ص) بلا فصل، والاستدلال عليها من الآيات القرآنية والاحاديث النبوية، وعقائد الامامية، والاَدلّة العقلية والنقلية لاِثباتها.
جرت هذه الحوارت في أجواء ودِّية على أساس النقاش العلمي، والمنطق البعيد عن التعصّب والمجرّد عن التقليد والاَهواء بين مصنّف هذا الكتاب وهو أحد علماء الشيعة الإمامية محمد الموسوي الشيرازي، عندما كان في الثلاثين من عمره، وبين محاوريه من كبار علماء العامّة المعاصرين له.
و الجدير بالذكر أن هذه الحوارات قد جرت بمحضرٍ جموع غفيرة من أبناء الطائفتين في دار أحد وجهاء مدينة «بيشاور» الباكستانية، وكان قد حضر هذا الاجتماع ما يقرب من 200 كاتب من الفريقين لتدوين وتوثيق وتسجيل ما يجري من حوارات ومسائل وأجوبة وردود وشبهات، وكان أيضا ضمن الحضور أربعة من الصحفيّين لكتابة ما يدور في هذه المجالس من المناقشات بكلّ جزئيّاتها ونشره في اليوم التالي في الصحف والمجلات الصادرة هناك في ذلك الوقت.
و قد أُقيمت هذه المجالس بناءً على طلب بعض علماء العامّة وكبار شخصياتهم، وإستغرقت هذه المناظرات عشرة ليالٍ متتابعة، كانت بدايتها في ليلة الجمعة 23 من شهر رجب سنة 1345 هجرية، وإنتهت في ليلة الاَحد 3 شعبان من السنة نفسها.
ثم إن الكتاب صدر أولاً باللغة الفارسية، ثم حققه وترجمه إلى اللغة العربية السيّد حسين الموسوي وصدر في بيروت سنة 1419 هجرية.

## مسلسل لیالي بيشاور
هو مسلسل اسلامي كويتي شيعي يحكي عن مناظرات الشيعة وانتصاراتهم. یوجد نسخته في الإنترنت.

## ترجمات
- اشترك حامد قوينلان (Hamid Quinlan) وچارلز علي كامپبل (Charles Ali Campbell) في ترجمته إلى الإنگليزية.[4]
- تُرجم إلى الفرنسية بعنوان Les Nuits de Pishawar.[5]
- تُرجم إلى التركية بعنوان Peşaver Geceleri.[6]

## انظر أیضا
- ثم اهتدیت.
- المراجعات
- لأکون مع الصادقین
- مؤتمر علماء بغداد